# Todd Williams
Pour les articles homonymes, voir Todd Williams (homonymie) et Williams.
Todd Michael Williams, né le 13 février 1971 à Syracuse dans l’État de New York, est un ancien lanceur de relève à la ligue majeure de baseball. 

## Biographie
Williams a été pendant 18 ans joueur de baseball professionnel, avec 8 années d'expérience en ligue majeure de baseball. Il a aussi été membre de l'équipe USA Baseball 3 années, obtenant une médaille d'or aux jeux olympiques d'été de 2000 qui ont eu lieu Sydney.